# Mercedes-Benz W08
Mercedes-Benz Nürburg 460/500 är en personbil, tillverkad av den tyska biltillverkaren Mercedes-Benz mellan 1928 och 1939.

## Nürburg 460 (1928-33)
1923 lämnade Paul Daimler anställningen som chefskonstruktör på firman som hans far grundat, efter en kontrovers med företagsledningen som ansåg att han borde ägna mer tid och resurser åt enkla, massproducerade bilar åt folket, istället för den åttacylindriga lyxbil han arbetade med. Han gick över till konkurrenten Horch, som snart tog upp tillverkningen av Daimlers bil. Horch 8 blev så framgångsrik att Mercedes-Benz såg sig tvungna att introducera en liknande bil 1928, konstruerad av Daimlers efterträdare Ferdinand Porsche. Nürburg 460 fick sitt namn för att påminna om det rekord man slagit under utprovningarna av bilen, då man kört 20 000 kilometer på 13 dygn på det nyligen invigda Nürburgring.
Redan ett år efter introduktionen presenterades en uppdaterad version med lägre chassi och modernare karosser.

## Nürburg 500 (1931-33)
För att hänga med i konkurrensen från Horch kompletterades programmet med en femlitersversion, Nürburg 500, sommaren 1931. Till skillnad från den mindre 460:n fanns 500:n bara med den längre hjulbasen.

## 500 (1933-39)
1933 uppdaterades bilen återigen med modernare karosser. Kvar fanns nu bara femlitersmotorn och bilen kallades därefter kort och gott Mercedes-Benz 500.
1936 genomgick bilen sin sista uppdatering med modifierade karosser och lite starkare motor. När tillverkningen avslutades 1939 var 500:n den sista kvarvarande Mercedes-modellen med hjulupphängning med stela axlar och bladfjädrar och den sista bilen i världen med träekerfälgar.

## Motor
| Modell | Motor                  | Cylindervolym | Effekt     | Bränslesystem   |
| ------ | ---------------------- | ------------- | ---------- | --------------- |
| 460    | M08: 8-cyl radmotor sv | 4622 cm³      | 80 hk      | Enkel förgasare |
| 500    | M08: 8-cyl radmotor sv | 4918 cm³      | 100-110 hk | Enkel förgasare |

## Tillverkning
| Modell | Antal |
| ------ | ----- |
| 460    | 2 893 |
| 500    | 931   |